# Temporada 2025 de la NFL
La temporada 2025 de la NFL será la 106.ª temporada de la National Football League. La fase regular empezará el 4 de septiembre de 2025 con el partido inaugural protagonizado por el campeón vigente, los Philadelphia Eagles jugando en casa ante los Dallas Cowboys, y finalizará el 4 de enero de 2026 con la última semana. Los playoffs darán comienzo el 10 de enero de 2026 y terminarán el 8 de febrero de este mismo año con la celebración del Super Bowl LX en el Levi's Stadium de Santa Clara, California.

## Temporada regular
Según la fórmula actual de 17 juegos, los emparejamientos de división para 2025 son:
| Intraconferencia AFC Este vs AFC Norte AFC Sur vs AFC Oeste NFC Este vs NFC Norte NFC Sur vs NFC Oeste | Interconferencia AFC Este vs NFC Sur AFC Norte vs NFC Norte AFC Sur vs NFC Oeste AFC Oeste vs NFC Este | Interconferencia por posición NFC Este en AFC Este NFC Norte en AFC Oeste NFC Sur en AFC Sur NFC Oeste en AFC Norte |

### Semanas
- Los horarios corresponden al huso horario de UTC−05:00, R, hora del este de los Estados Unidos.

| Semana 1        | Semana 1 | Semana 1             | Semana 1  | Semana 1              | Semana 1                              |
| Fecha           | Hora     | Visitante            | Resultado | Local                 | Estadio                               |
| --------------- | -------- | -------------------- | --------- | --------------------- | ------------------------------------- |
| 4 de septiembre | 20:20    | Dallas Cowboys       |           | Philadelphia Eagles   | Lincoln Financial Field               |
| 5 de septiembre | 20:00    | Kansas City Chiefs   |           | Los Angeles Chargers  | Arena Corinthians (São Paulo, Brasil) |
| 7 de septiembre | 13:00    | Tampa Bay Buccaneers |           | Atlanta Falcons       | Mercedes-Benz Stadium                 |
| 7 de septiembre | 13:00    | Cincinnati Bengals   |           | Cleveland Browns      | Huntington Bank Field                 |
| 7 de septiembre | 13:00    | Miami Dolphins       |           | Indianapolis Colts    | Lucas Oil Stadium                     |
| 7 de septiembre | 13:00    | Carolina Panthers    |           | Jacksonville Jaguars  | EverBank Stadium                      |
| 7 de septiembre | 13:00    | Las Vegas Raiders    |           | New England Patriots  | Gillette Stadium                      |
| 7 de septiembre | 13:00    | Arizona Cardinals    |           | New Orleans Saints    | Caesars Superdome                     |
| 7 de septiembre | 13:00    | Pittsburgh Steelers  |           | New York Jets         | MetLife Stadium                       |
| 7 de septiembre | 13:00    | New York Giants      |           | Washington Commanders | Northwest Stadium                     |
| 7 de septiembre | 16:05    | Tennessee Titans     |           | Denver Broncos        | Empower Field at Mile High            |
| 7 de septiembre | 16:05    | San Francisco 49ers  |           | Seattle Seahawks      | Lumen Field                           |
| 7 de septiembre | 16:25    | Detroit Lions        |           | Green Bay Packers     | Lambeau Field                         |
| 7 de septiembre | 16:25    | Houston Texans       |           | Los Angeles Rams      | SoFi Stadium                          |
| 7 de septiembre | 20:20    | Baltimore Ravens     |           | Buffalo Bills         | Highmark Stadium                      |
| 8 de septiembre | 20:15    | Minnesota Vikings    |           | Chicago Bears         | Soldier Field                         |

| Semana 2         | Semana 2 | Semana 2              | Semana 2  | Semana 2            | Semana 2                        |
| Fecha            | Hora     | Visitante             | Resultado | Local               | Estadio                         |
| ---------------- | -------- | --------------------- | --------- | ------------------- | ------------------------------- |
| 11 de septiembre | 20:15    | Washington Commanders |           | Green Bay Packers   | Lambeau Field                   |
| 14 de septiembre | 13:00    | Cleveland Browns      |           | Baltimore Ravens    | M&T Bank Stadium                |
| 14 de septiembre | 13:00    | Jacksonville Jaguars  |           | Cincinnati Bengals  | Paycor Stadium                  |
| 14 de septiembre | 13:00    | New York Giants       |           | Dallas Cowboys      | AT&T Stadium                    |
| 14 de septiembre | 13:00    | Chicago Bears         |           | Detroit Lions       | Ford Field                      |
| 14 de septiembre | 13:00    | New England Patriots  |           | Miami Dolphins      | Hard Rock Stadium               |
| 14 de septiembre | 13:00    | San Francisco 49ers   |           | New Orleans Saints  | Caesars Superdome               |
| 14 de septiembre | 13:00    | Buffalo Bills         |           | New York Jets       | MetLife Stadium                 |
| 14 de septiembre | 13:00    | Seattle Seahawks      |           | Pittsburgh Steelers | Acrisure Stadium                |
| 14 de septiembre | 13:00    | Los Angeles Rams      |           | Tennessee Titans    | Nissan Stadium                  |
| 14 de septiembre | 16:05    | Carolina Panthers     |           | Arizona Cardinals   | State Farm Stadium              |
| 14 de septiembre | 16:05    | Denver Broncos        |           | Indianapolis Colts  | Lucas Oil Stadium               |
| 14 de septiembre | 16:25    | Philadelphia Eagles   |           | Kansas City Chiefs  | GEHA Field at Arrowhead Stadium |
| 14 de septiembre | 20:20    | Atlanta Falcons       |           | Minnesota Vikings   | U.S. Bank Stadium               |
| 15 de septiembre | 19:00    | Tampa Bay Buccaneers  |           | Houston Texans      | NRG Stadium                     |
| 15 de septiembre | 22:00    | Los Angeles Chargers  |           | Las Vegas Raiders   | Allegiant Stadium               |

| Semana 3         | Semana 3 | Semana 3            | Semana 3  | Semana 3              | Semana 3                |
| Fecha            | Hora     | Visitante           | Resultado | Local                 | Estadio                 |
| ---------------- | -------- | ------------------- | --------- | --------------------- | ----------------------- |
| 18 de septiembre | 20:15    | Miami Dolphins      |           | Buffalo Bills         | Highmark Stadium        |
| 21 de septiembre | 13:00    | Atlanta Falcons     |           | Carolina Panthers     | Bank of America Stadium |
| 21 de septiembre | 13:00    | Green Bay Packers   |           | Cleveland Browns      | Huntington Bank Field   |
| 21 de septiembre | 13:00    | Houston Texans      |           | Jacksonville Jaguars  | EverBank Stadium        |
| 21 de septiembre | 13:00    | Cincinnati Bengals  |           | Minnesota Vikings     | U.S. Bank Stadium       |
| 21 de septiembre | 13:00    | Pittsburgh Steelers |           | New England Patriots  | Gillette Stadium        |
| 21 de septiembre | 13:00    | Los Angeles Rams    |           | Philadelphia Eagles   | Lincoln Financial Field |
| 21 de septiembre | 13:00    | New York Jets       |           | Tampa Bay Buccaneers  | Raymond James Stadium   |
| 21 de septiembre | 13:00    | Indianapolis Colts  |           | Tennessee Titans      | Nissan Stadium          |
| 21 de septiembre | 13:00    | Las Vegas Raiders   |           | Washington Commanders | Northwest Stadium       |
| 21 de septiembre | 16:05    | Denver Broncos      |           | Los Angeles Chargers  | SoFi Stadium            |
| 21 de septiembre | 16:05    | New Orleans Saints  |           | Seattle Seahawks      | Lumen Field             |
| 21 de septiembre | 16:25    | Dallas Cowboys      |           | Chicago Bears         | Soldier Field           |
| 21 de septiembre | 16:25    | Arizona Cardinals   |           | San Francisco 49ers   | Levi's Stadium          |
| 21 de septiembre | 20:20    | Kansas City Chiefs  |           | New York Giants       | MetLife Stadium         |
| 22 de septiembre | 20:15    | Detroit Lions       |           | Baltimore Ravens      | M&T Bank Stadium        |

| Semana 4         | Semana 4 | Semana 4              | Semana 4  | Semana 4             | Semana 4                        |
| Fecha            | Hora     | Visitante             | Resultado | Local                | Estadio                         |
| ---------------- | -------- | --------------------- | --------- | -------------------- | ------------------------------- |
| 25 de septiembre | 20:15    | Seattle Seahawks      |           | Arizona Cardinals    | State Farm Stadium              |
| 28 de septiembre | 9:30     | Minnesota Vikings     |           | Pittsburgh Steelers  | Croke Park (Dublín, Irlanda)    |
| 28 de septiembre | 13:00    | Washington Commanders |           | Atlanta Falcons      | Mercedes-Benz Stadium           |
| 28 de septiembre | 13:00    | New Orleans Saints    |           | Buffalo Bills        | Highmark Stadium                |
| 28 de septiembre | 13:00    | Cleveland Browns      |           | Detroit Lions        | Ford Field                      |
| 28 de septiembre | 13:00    | Tennessee Titans      |           | Houston Texans       | NRG Stadium                     |
| 28 de septiembre | 13:00    | Carolina Panthers     |           | New England Patriots | Gillette Stadium                |
| 28 de septiembre | 13:00    | Los Angeles Chargers  |           | New York Giants      | MetLife Stadium                 |
| 28 de septiembre | 13:00    | Philadelphia Eagles   |           | Tampa Bay Buccaneers | Raymond James Stadium           |
| 28 de septiembre | 16:05    | Indianapolis Colts    |           | Los Angeles Rams     | SoFi Stadium                    |
| 28 de septiembre | 16:05    | Jacksonville Jaguars  |           | San Francisco 49ers  | Levi's Stadium                  |
| 28 de septiembre | 16:25    | Baltimore Ravens      |           | Kansas City Chiefs   | GEHA Field at Arrowhead Stadium |
| 28 de septiembre | 16:25    | Chicago Bears         |           | Las Vegas Raiders    | Allegiant Stadium               |
| 28 de septiembre | 20:20    | Green Bay Packers     |           | Dallas Cowboys       | AT&T Stadium                    |
| 29 de septiembre | 19:15    | New York Jets         |           | Miami Dolphins       | Hard Rock Stadium               |
| 29 de septiembre | 20:15    | Cincinnati Bengals    |           | Denver Broncos       | Empower Field at Mile High      |

| Semana 5                                                                                    | Semana 5 | Semana 5              | Semana 5  | Semana 5             | Semana 5                                         |
| Fecha                                                                                       | Hora     | Visitante             | Resultado | Local                | Estadio                                          |
| ------------------------------------------------------------------------------------------- | -------- | --------------------- | --------- | -------------------- | ------------------------------------------------ |
| 2 de octubre                                                                                | 20:15    | San Francisco 49ers   |           | Los Angeles Rams     | SoFi Stadium                                     |
| 5 de octubre                                                                                | 9:30     | Minnesota Vikings     |           | Cleveland Browns     | Tottenham Hotspur Stadium (Londres, Reino Unido) |
| 5 de octubre                                                                                | 13:00    | Houston Texans        |           | Baltimore Ravens     | M&T Bank Stadium                                 |
| 5 de octubre                                                                                | 13:00    | Miami Dolphins        |           | Carolina Panthers    | Bank of America Stadium                          |
| 5 de octubre                                                                                | 13:00    | Las Vegas Raiders     |           | Indianapolis Colts   | Lucas Oil Stadium                                |
| 5 de octubre                                                                                | 13:00    | New York Giants       |           | New Orleans Saints   | Caesars Superdome                                |
| 5 de octubre                                                                                | 13:00    | Dallas Cowboys        |           | New York Jets        | MetLife Stadium                                  |
| 5 de octubre                                                                                | 13:00    | Denver Broncos        |           | Philadelphia Eagles  | Lincoln Financial Field                          |
| 5 de octubre                                                                                | 16:05    | Tennessee Titans      |           | Arizona Cardinals    | State Farm Stadium                               |
| 5 de octubre                                                                                | 16:05    | Tampa Bay Buccaneers  |           | Seattle Seahawks     | Lumen Field                                      |
| 5 de octubre                                                                                | 16:25    | Detroit Lions         |           | Cincinnati Bengals   | Paycor Stadium                                   |
| 5 de octubre                                                                                | 16:25    | Washington Commanders |           | Los Angeles Chargers | SoFi Stadium                                     |
| 5 de octubre                                                                                | 20:20    | New England Patriots  |           | Buffalo Bills        | Highmark Stadium                                 |
| 6 de octubre                                                                                | 20:15    | Kansas City Chiefs    |           | Jacksonville Jaguars | EverBank Stadium                                 |
| Semana de descanso: Atlanta Falcons, Chicago Bears, Green Bay Packers y Pittsburgh Steelers |          |                       |           |                      |                                                  |

| Semana 6                                               | Semana 6 | Semana 6             | Semana 6  | Semana 6              | Semana 6                                         |
| Fecha                                                  | Hora     | Visitante            | Resultado | Local                 | Estadio                                          |
| ------------------------------------------------------ | -------- | -------------------- | --------- | --------------------- | ------------------------------------------------ |
| 9 de octubre                                           | 20:15    | Philadelphia Eagles  |           | New York Giants       | MetLife Stadium                                  |
| 12 de octubre                                          | 9:30     | Denver Broncos       |           | New York Jets         | Tottenham Hotspur Stadium (Londres, Reino Unido) |
| 12 de octubre                                          | 13:00    | Los Angeles Rams     |           | Baltimore Ravens      | M&T Bank Stadium                                 |
| 12 de octubre                                          | 13:00    | Dallas Cowboys       |           | Carolina Panthers     | Bank of America Stadium                          |
| 12 de octubre                                          | 13:00    | Arizona Cardinals    |           | Indianapolis Colts    | Lucas Oil Stadium                                |
| 12 de octubre                                          | 13:00    | Seattle Seahawks     |           | Jacksonville Jaguars  | EverBank Stadium                                 |
| 12 de octubre                                          | 13:00    | Los Angeles Chargers |           | Miami Dolphins        | Hard Rock Stadium                                |
| 12 de octubre                                          | 13:00    | Cleveland Browns     |           | Pittsburgh Steelers   | Acrisure Stadium                                 |
| 12 de octubre                                          | 13:00    | San Francisco 49ers  |           | Tampa Bay Buccaneers  | Raymond James Stadium                            |
| 12 de octubre                                          | 16:05    | Tennessee Titans     |           | Las Vegas Raiders     | Allegiant Stadium                                |
| 12 de octubre                                          | 16:25    | Cincinnati Bengals   |           | Green Bay Packers     | Lambeau Field                                    |
| 12 de octubre                                          | 16:25    | New England Patriots |           | New Orleans Saints    | Caesars Superdome                                |
| 12 de octubre                                          | 20:20    | Detroit Lions        |           | Kansas City Chiefs    | GEHA Field at Arrowhead Stadium                  |
| 13 de octubre                                          | 19:15    | Buffalo Bills        |           | Atlanta Falcons       | Mercedes-Benz Stadium                            |
| 13 de octubre                                          | 20:15    | Chicago Bears        |           | Washington Commanders | Northwest Stadium                                |
| Semana de descanso: Houston Texans y Minnesota Vikings |          |                      |           |                       |                                                  |

| Semana 7                                             | Semana 7 | Semana 7              | Semana 7  | Semana 7             | Semana 7                               |
| Fecha                                                | Hora     | Visitante             | Resultado | Local                | Estadio                                |
| ---------------------------------------------------- | -------- | --------------------- | --------- | -------------------- | -------------------------------------- |
| 16 de octubre                                        | 20:15    | Pittsburgh Steelers   |           | Cincinnati Bengals   | Paycor Stadium                         |
| 19 de octubre                                        | 9:30     | Los Angeles Rams      |           | Jacksonville Jaguars | Wembley Stadium (Londres, Reino Unido) |
| 19 de octubre                                        | 13:00    | New Orleans Saints    |           | Chicago Bears        | Soldier Field                          |
| 19 de octubre                                        | 13:00    | Miami Dolphins        |           | Cleveland Browns     | Huntington Bank Field                  |
| 19 de octubre                                        | 13:00    | Las Vegas Raiders     |           | Kansas City Chiefs   | GEHA Field at Arrowhead Stadium        |
| 19 de octubre                                        | 13:00    | Philadelphia Eagles   |           | Minnesota Vikings    | U.S. Bank Stadium                      |
| 19 de octubre                                        | 13:00    | Carolina Panthers     |           | New York Jets        | MetLife Stadium                        |
| 19 de octubre                                        | 13:00    | New England Patriots  |           | Tennessee Titans     | Nissan Stadium                         |
| 19 de octubre                                        | 16:05    | New York Giants       |           | Denver Broncos       | Empower Field at Mile High             |
| 19 de octubre                                        | 16:05    | Indianapolis Colts    |           | Los Angeles Chargers | SoFi Stadium                           |
| 19 de octubre                                        | 16:25    | Green Bay Packers     |           | Arizona Cardinals    | State Farm Stadium                     |
| 19 de octubre                                        | 16:25    | Washington Commanders |           | Dallas Cowboys       | AT&T Stadium                           |
| 19 de octubre                                        | 20:20    | Atlanta Falcons       |           | San Francisco 49ers  | Levi's Stadium                         |
| 20 de octubre                                        | 19:00    | Tampa Bay Buccaneers  |           | Detroit Lions        | Ford Field                             |
| 20 de octubre                                        | 22:00    | Houston Texans        |           | Seattle Seahawks     | Lumen Field                            |
| Semana de descanso: Baltimore Ravens y Buffalo Bills |          |                       |           |                      |                                        |

| Semana 8 | Semana 8 | Semana 8              | Semana 8  | Semana 8             | Semana 8                        |
| Fecha | Hora     | Visitante             | Resultado | Local                | Estadio                         |
| --- | -------- | --------------------- | --------- | -------------------- | ------------------------------- |
| 23 de octubre | 20:15    | Minnesota Vikings     |           | Los Angeles Chargers | SoFi Stadium                    |
| 26 de octubre | 13:00    | Miami Dolphins        |           | Atlanta Falcons      | Mercedes-Benz Stadium           |
| 26 de octubre | 13:00    | Chicago Bears         |           | Baltimore Ravens     | M&T Bank Stadium                |
| 26 de octubre | 13:00    | Buffalo Bills         |           | Carolina Panthers    | Bank of America Stadium         |
| 26 de octubre | 13:00    | New York Jets         |           | Cincinnati Bengals   | Paycor Stadium                  |
| 26 de octubre | 13:00    | San Francisco 49ers   |           | Houston Texans       | NRG Stadium                     |
| 26 de octubre | 13:00    | Cleveland Browns      |           | New England Patriots | Gillette Stadium                |
| 26 de octubre | 13:00    | New York Giants       |           | Philadelphia Eagles  | Lincoln Financial Field         |
| 26 de octubre | 16:05    | Tampa Bay Buccaneers  |           | New Orleans Saints   | Caesars Superdome               |
| 26 de octubre | 16:25    | Dallas Cowboys        |           | Denver Broncos       | Empower Field at Mile High      |
| 26 de octubre | 16:25    | Tennessee Titans      |           | Indianapolis Colts   | Lucas Oil Stadium               |
| 26 de octubre | 20:20    | Green Bay Packers     |           | Pittsburgh Steelers  | Acrisure Stadium                |
| 27 de octubre | 20:15    | Washington Commanders |           | Kansas City Chiefs   | GEHA Field at Arrowhead Stadium |
| Semana de descanso: Arizona Cardinals, Detroit Lions, Jacksonville Jaguars, Las Vegas Raiders, Los Angeles Rams y Seattle Seahawks |          |                       |           |                      |                                 |

| Semana 9                                                                                        | Semana 9 | Semana 9             | Semana 9  | Semana 9              | Semana 9          |
| Fecha                                                                                           | Hora     | Visitante            | Resultado | Local                 | Estadio           |
| ----------------------------------------------------------------------------------------------- | -------- | -------------------- | --------- | --------------------- | ----------------- |
| 30 de octubre                                                                                   | 20:15    | Baltimore Ravens     |           | Miami Dolphins        | Hard Rock Stadium |
| 2 de noviembre                                                                                  | 13:00    | Chicago Bears        |           | Cincinnati Bengals    | Paycor Stadium    |
| 2 de noviembre                                                                                  | 13:00    | Minnesota Vikings    |           | Detroit Lions         | Ford Field        |
| 2 de noviembre                                                                                  | 13:00    | Carolina Panthers    |           | Green Bay Packers     | Lambeau Field     |
| 2 de noviembre                                                                                  | 13:00    | Denver Broncos       |           | Houston Texans        | NRG Stadium       |
| 2 de noviembre                                                                                  | 13:00    | Atlanta Falcons      |           | New England Patriots  | Gillette Stadium  |
| 2 de noviembre                                                                                  | 13:00    | San Francisco 49ers  |           | New York Giants       | MetLife Stadium   |
| 2 de noviembre                                                                                  | 13:00    | Indianapolis Colts   |           | Pittsburgh Steelers   | Acrisure Stadium  |
| 2 de noviembre                                                                                  | 13:00    | Los Angeles Chargers |           | Tennessee Titans      | Nissan Stadium    |
| 2 de noviembre                                                                                  | 16:05    | Jacksonville Jaguars |           | Las Vegas Raiders     | Allegiant Stadium |
| 2 de noviembre                                                                                  | 16:05    | New Orleans Saints   |           | Los Angeles Rams      | SoFi Stadium      |
| 2 de noviembre                                                                                  | 16:25    | Kansas City Chiefs   |           | Buffalo Bills         | Highmark Stadium  |
| 2 de noviembre                                                                                  | 20:20    | Seattle Seahawks     |           | Washington Commanders | Northwest Stadium |
| 3 de noviembre                                                                                  | 20:15    | Arizona Cardinals    |           | Dallas Cowboys        | AT&T Stadium      |
| Semana de descanso: Cleveland Browns, New York Jets, Philadelphia Eagles y Tampa Bay Buccaneers |          |                      |           |                       |                   |

| Semana 10                                                                                     | Semana 10 | Semana 10            | Semana 10 | Semana 10             | Semana 10                         |
| Fecha                                                                                         | Hora      | Visitante            | Resultado | Local                 | Estadio                           |
| --------------------------------------------------------------------------------------------- | --------- | -------------------- | --------- | --------------------- | --------------------------------- |
| 6 de noviembre                                                                                | 20:15     | Las Vegas Raiders    |           | Denver Broncos        | Empower Field at Mile High        |
| 9 de noviembre                                                                                | 9:30      | Atlanta Falcons      |           | Indianapolis Colts    | Olympiastadion (Berlín, Alemania) |
| 9 de noviembre                                                                                | 13:00     | New Orleans Saints   |           | Carolina Panthers     | Bank of America Stadium           |
| 9 de noviembre                                                                                | 13:00     | New York Giants      |           | Chicago Bears         | Soldier Field                     |
| 9 de noviembre                                                                                | 13:00     | Jacksonville Jaguars |           | Houston Texans        | NRG Stadium                       |
| 9 de noviembre                                                                                | 13:00     | Buffalo Bills        |           | Miami Dolphins        | Hard Rock Stadium                 |
| 9 de noviembre                                                                                | 13:00     | Baltimore Ravens     |           | Minnesota Vikings     | U.S. Bank Stadium                 |
| 9 de noviembre                                                                                | 13:00     | Cleveland Browns     |           | New York Jets         | MetLife Stadium                   |
| 9 de noviembre                                                                                | 13:00     | New England Patriots |           | Tampa Bay Buccaneers  | Raymond James Stadium             |
| 9 de noviembre                                                                                | 16:05     | Arizona Cardinals    |           | Seattle Seahawks      | Lumen Field                       |
| 9 de noviembre                                                                                | 16:25     | Los Angeles Rams     |           | San Francisco 49ers   | Levi's Stadium                    |
| 9 de noviembre                                                                                | 16:25     | Detroit Lions        |           | Washington Commanders | Northwest Stadium                 |
| 9 de noviembre                                                                                | 20:20     | Pittsburgh Steelers  |           | Los Angeles Chargers  | SoFi Stadium                      |
| 10 de noviembre                                                                               | 20:15     | Philadelphia Eagles  |           | Green Bay Packers     | Lambeau Field                     |
| Semana de descanso: Cincinnati Bengals, Dallas Cowboys, Kansas City Chiefs y Tennessee Titans |           |                      |           |                       |                                   |

| Semana 11                                                   | Semana 11 | Semana 11             | Semana 11 | Semana 11            | Semana 11                                  |
| Fecha                                                       | Hora      | Visitante             | Resultado | Local                | Estadio                                    |
| ----------------------------------------------------------- | --------- | --------------------- | --------- | -------------------- | ------------------------------------------ |
| 13 de noviembre                                             | 20:15     | New York Jets         |           | New England Patriots | Gillette Stadium                           |
| 16 de noviembre                                             | 9:30      | Washington Commanders |           | Miami Dolphins       | Estadio Santiago Bernabéu (Madrid, España) |
| 16 de noviembre                                             | 13:00     | Carolina Panthers     |           | Atlanta Falcons      | Mercedes-Benz Stadium                      |
| 16 de noviembre                                             | 13:00     | Tampa Bay Buccaneers  |           | Buffalo Bills        | Highmark Stadium                           |
| 16 de noviembre                                             | 13:00     | Los Angeles Chargers  |           | Jacksonville Jaguars | EverBank Stadium                           |
| 16 de noviembre                                             | 13:00     | Chicago Bears         |           | Minnesota Vikings    | U.S. Bank Stadium                          |
| 16 de noviembre                                             | 13:00     | Green Bay Packers     |           | New York Giants      | MetLife Stadium                            |
| 16 de noviembre                                             | 13:00     | Cincinnati Bengals    |           | Pittsburgh Steelers  | Acrisure Stadium                           |
| 16 de noviembre                                             | 13:00     | Houston Texans        |           | Tennessee Titans     | Nissan Stadium                             |
| 16 de noviembre                                             | 16:05     | San Francisco 49ers   |           | Arizona Cardinals    | State Farm Stadium                         |
| 16 de noviembre                                             | 16:05     | Seattle Seahawks      |           | Los Angeles Rams     | SoFi Stadium                               |
| 16 de noviembre                                             | 16:25     | Baltimore Ravens      |           | Cleveland Browns     | Huntington Bank Field                      |
| 16 de noviembre                                             | 16:25     | Kansas City Chiefs    |           | Denver Broncos       | Empower Field at Mile High                 |
| 16 de noviembre                                             | 20:20     | Detroit Lions         |           | Philadelphia Eagles  | Lincoln Financial Field                    |
| 17 de noviembre                                             | 20:15     | Dallas Cowboys        |           | Las Vegas Raiders    | Allegiant Stadium                          |
| Semana de descanso: Indianapolis Colts y New Orleans Saints |           |                       |           |                      |                                            |

| Semana 12                                                                                        | Semana 12 | Semana 12            | Semana 12 | Semana 12           | Semana 12                       |
| Fecha                                                                                            | Hora      | Visitante            | Resultado | Local               | Estadio                         |
| ------------------------------------------------------------------------------------------------ | --------- | -------------------- | --------- | ------------------- | ------------------------------- |
| 20 de noviembre                                                                                  | 20:15     | Buffalo Bills        |           | Houston Texans      | NRG Stadium                     |
| 23 de noviembre                                                                                  | 13:00     | New York Jets        |           | Baltimore Ravens    | M&T Bank Stadium                |
| 23 de noviembre                                                                                  | 13:00     | Pittsburgh Steelers  |           | Chicago Bears       | Soldier Field                   |
| 23 de noviembre                                                                                  | 13:00     | New England Patriots |           | Cincinnati Bengals  | Paycor Stadium                  |
| 23 de noviembre                                                                                  | 13:00     | New York Giants      |           | Detroit Lions       | Ford Field                      |
| 23 de noviembre                                                                                  | 13:00     | Minnesota Vikings    |           | Green Bay Packers   | Lambeau Field                   |
| 23 de noviembre                                                                                  | 13:00     | Indianapolis Colts   |           | Kansas City Chiefs  | GEHA Field at Arrowhead Stadium |
| 23 de noviembre                                                                                  | 13:00     | Seattle Seahawks     |           | Tennessee Titans    | Nissan Stadium                  |
| 23 de noviembre                                                                                  | 16:05     | Jacksonville Jaguars |           | Arizona Cardinals   | State Farm Stadium              |
| 23 de noviembre                                                                                  | 16:05     | Cleveland Browns     |           | Las Vegas Raiders   | Allegiant Stadium               |
| 23 de noviembre                                                                                  | 16:25     | Philadelphia Eagles  |           | Dallas Cowboys      | AT&T Stadium                    |
| 23 de noviembre                                                                                  | 16:25     | Atlanta Falcons      |           | New Orleans Saints  | Caesars Superdome               |
| 23 de noviembre                                                                                  | 20:20     | Tampa Bay Buccaneers |           | Los Angeles Rams    | SoFi Stadium                    |
| 24 de noviembre                                                                                  | 20:15     | Carolina Panthers    |           | San Francisco 49ers | Levi's Stadium                  |
| Semana de descanso: Denver Broncos, Los Angeles Chargers, Miami Dolphins y Washington Commanders |           |                      |           |                     |                                 |

| Semana 13       | Semana 13 | Semana 13            | Semana 13 | Semana 13             | Semana 13               |
| Fecha           | Hora      | Visitante            | Resultado | Local                 | Estadio                 |
| --------------- | --------- | -------------------- | --------- | --------------------- | ----------------------- |
| 27 de noviembre | 13:00     | Green Bay Packers    |           | Detroit Lions         | Ford Field              |
| 27 de noviembre | 16:30     | Kansas City Chiefs   |           | Dallas Cowboys        | AT&T Stadium            |
| 27 de noviembre | 20:20     | Cincinnati Bengals   |           | Baltimore Ravens      | M&T Bank Stadium        |
| 28 de noviembre | 15:00     | Chicago Bears        |           | Philadelphia Eagles   | Lincoln Financial Field |
| 30 de noviembre | 13:00     | Los Angeles Rams     |           | Carolina Panthers     | Bank of America Stadium |
| 30 de noviembre | 13:00     | San Francisco 49ers  |           | Cleveland Browns      | Huntington Bank Field   |
| 30 de noviembre | 13:00     | Houston Texans       |           | Indianapolis Colts    | Lucas Oil Stadium       |
| 30 de noviembre | 13:00     | New Orleans Saints   |           | Miami Dolphins        | Hard Rock Stadium       |
| 30 de noviembre | 13:00     | Atlanta Falcons      |           | New York Jets         | MetLife Stadium         |
| 30 de noviembre | 13:00     | Arizona Cardinals    |           | Tampa Bay Buccaneers  | Raymond James Stadium   |
| 30 de noviembre | 13:00     | Jacksonville Jaguars |           | Tennessee Titans      | Nissan Stadium          |
| 30 de noviembre | 16:05     | Minnesota Vikings    |           | Seattle Seahawks      | Lumen Field             |
| 30 de noviembre | 16:25     | Las Vegas Raiders    |           | Los Angeles Chargers  | SoFi Stadium            |
| 30 de noviembre | 16:25     | Buffalo Bills        |           | Pittsburgh Steelers   | Acrisure Stadium        |
| 30 de noviembre | 20:20     | Denver Broncos       |           | Washington Commanders | Northwest Stadium       |
| 1 de diciembre  | 20:15     | New York Giants      |           | New England Patriots  | Gillette Stadium        |

| Semana 14                                                                                          | Semana 14 | Semana 14             | Semana 14 | Semana 14            | Semana 14                       |
| Fecha                                                                                              | Hora      | Visitante             | Resultado | Local                | Estadio                         |
| -------------------------------------------------------------------------------------------------- | --------- | --------------------- | --------- | -------------------- | ------------------------------- |
| 4 de diciembre                                                                                     | 20:15     | Dallas Cowboys        |           | Detroit Lions        | Ford Field                      |
| 7 de diciembre                                                                                     | 13:00     | Seattle Seahawks      |           | Atlanta Falcons      | Mercedes-Benz Stadium           |
| 7 de diciembre                                                                                     | 13:00     | Pittsburgh Steelers   |           | Baltimore Ravens     | M&T Bank Stadium                |
| 7 de diciembre                                                                                     | 13:00     | Tennessee Titans      |           | Cleveland Browns     | Huntington Bank Field           |
| 7 de diciembre                                                                                     | 13:00     | Chicago Bears         |           | Green Bay Packers    | Lambeau Field                   |
| 7 de diciembre                                                                                     | 13:00     | Indianapolis Colts    |           | Jacksonville Jaguars | EverBank Stadium                |
| 7 de diciembre                                                                                     | 13:00     | Washington Commanders |           | Minnesota Vikings    | U.S. Bank Stadium               |
| 7 de diciembre                                                                                     | 13:00     | Miami Dolphins        |           | New York Jets        | MetLife Stadium                 |
| 7 de diciembre                                                                                     | 13:00     | New Orleans Saints    |           | Tampa Bay Buccaneers | Raymond James Stadium           |
| 7 de diciembre                                                                                     | 16:05     | Denver Broncos        |           | Las Vegas Raiders    | Allegiant Stadium               |
| 7 de diciembre                                                                                     | 16:25     | Los Angeles Rams      |           | Arizona Cardinals    | State Farm Stadium              |
| 7 de diciembre                                                                                     | 16:25     | Cincinnati Bengals    |           | Buffalo Bills        | Highmark Stadium                |
| 7 de diciembre                                                                                     | 20:20     | Houston Texans        |           | Kansas City Chiefs   | GEHA Field at Arrowhead Stadium |
| 8 de diciembre                                                                                     | 20:15     | Philadelphia Eagles   |           | Los Angeles Chargers | SoFi Stadium                    |
| Semana de descanso: Carolina Panthers, New England Patriots, New York Giants y San Francisco 49ers |           |                       |           |                      |                                 |

| Semana 15       | Semana 15 | Semana 15             | Semana 15 | Semana 15            | Semana 15                       |
| Fecha           | Hora      | Visitante             | Resultado | Local                | Estadio                         |
| --------------- | --------- | --------------------- | --------- | -------------------- | ------------------------------- |
| 11 de diciembre | 20:15     | Atlanta Falcons       |           | Tampa Bay Buccaneers | Raymond James Stadium           |
| 14 de diciembre | 13:00     | Cleveland Browns      |           | Chicago Bears        | Soldier Field                   |
| 14 de diciembre | 13:00     | Baltimore Ravens      |           | Cincinnati Bengals   | Paycor Stadium                  |
| 14 de diciembre | 13:00     | Arizona Cardinals     |           | Houston Texans       | NRG Stadium                     |
| 14 de diciembre | 13:00     | New York Jets         |           | Jacksonville Jaguars | EverBank Stadium                |
| 14 de diciembre | 13:00     | Los Angeles Chargers  |           | Kansas City Chiefs   | GEHA Field at Arrowhead Stadium |
| 14 de diciembre | 13:00     | Buffalo Bills         |           | New England Patriots | Gillette Stadium                |
| 14 de diciembre | 13:00     | Washington Commanders |           | New York Giants      | MetLife Stadium                 |
| 14 de diciembre | 13:00     | Las Vegas Raiders     |           | Philadelphia Eagles  | Lincoln Financial Field         |
| 14 de diciembre | 16:25     | Green Bay Packers     |           | Denver Broncos       | Empower Field at Mile High      |
| 14 de diciembre | 16:25     | Detroit Lions         |           | Los Angeles Rams     | SoFi Stadium                    |
| 14 de diciembre | 16:25     | Carolina Panthers     |           | New Orleans Saints   | Caesars Superdome               |
| 14 de diciembre | 16:25     | Tennessee Titans      |           | San Francisco 49ers  | Levi's Stadium                  |
| 14 de diciembre | 16:25     | Indianapolis Colts    |           | Seattle Seahawks     | Lumen Field                     |
| 14 de diciembre | 20:20     | Minnesota Vikings     |           | Dallas Cowboys       | AT&T Stadium                    |
| 15 de diciembre | 20:15     | Miami Dolphins        |           | Pittsburgh Steelers  | Acrisure Stadium                |

| Semana 16                   | Semana 16                   | Semana 16            | Semana 16 | Semana 16             | Semana 16                  |
| Fecha                       | Hora                        | Visitante            | Resultado | Local                 | Estadio                    |
| --------------------------- | --------------------------- | -------------------- | --------- | --------------------- | -------------------------- |
| 18 de diciembre             | 20:15                       | Los Angeles Rams     |           | Seattle Seahawks      | Lumen Field                |
| 21 de diciembre             | 13:00                       | New England Patriots |           | Baltimore Ravens      | M&T Bank Stadium           |
| 21 de diciembre             | 13:00                       | Tampa Bay Buccaneers |           | Carolina Panthers     | Bank of America Stadium    |
| 21 de diciembre             | 13:00                       | Buffalo Bills        |           | Cleveland Browns      | Huntington Bank Field      |
| 21 de diciembre             | 13:00                       | Los Angeles Chargers |           | Dallas Cowboys        | AT&T Stadium               |
| 21 de diciembre             | 13:00                       | New York Jets        |           | New Orleans Saints    | Caesars Superdome          |
| 21 de diciembre             | 13:00                       | Minnesota Vikings    |           | New York Giants       | MetLife Stadium            |
| 21 de diciembre             | 13:00                       | Kansas City Chiefs   |           | Tennessee Titans      | Nissan Stadium             |
| 21 de diciembre             | 16:05                       | Atlanta Falcons      |           | Arizona Cardinals     | State Farm Stadium         |
| 21 de diciembre             | 16:05                       | Jacksonville Jaguars |           | Denver Broncos        | Empower Field at Mile High |
| 21 de diciembre             | 16:25                       | Pittsburgh Steelers  |           | Detroit Lions         | Ford Field                 |
| 21 de diciembre             | 16:25                       | Las Vegas Raiders    |           | Houston Texans        | NRG Stadium                |
| 21 de diciembre             | 20:20                       | Cincinnati Bengals   |           | Miami Dolphins        | Hard Rock Stadium          |
| 22 de diciembre             | 20:15                       | San Francisco 49ers  |           | Indianapolis Colts    | Lucas Oil Stadium          |
| Fecha y horario por definir | Fecha y horario por definir | Green Bay Packers    |           | Chicago Bears         | Soldier Field              |
| Fecha y horario por definir | Fecha y horario por definir | Philadelphia Eagles  |           | Washington Commanders | Northwest Stadium          |

| Semana 17                   | Semana 17                   | Semana 17            | Semana 17 | Semana 17             | Semana 17                       |
| Fecha                       | Hora                        | Visitante            | Resultado | Local                 | Estadio                         |
| --------------------------- | --------------------------- | -------------------- | --------- | --------------------- | ------------------------------- |
| 25 de diciembre             | 13:00                       | Dallas Cowboys       |           | Washington Commanders | Northwest Stadium               |
| 25 de diciembre             | 16:30                       | Detroit Lions        |           | Minnesota Vikings     | U.S. Bank Stadium               |
| 25 de diciembre             | 20:15                       | Denver Broncos       |           | Kansas City Chiefs    | GEHA Field at Arrowhead Stadium |
| 28 de diciembre             | 13:00                       | Pittsburgh Steelers  |           | Cleveland Browns      | Huntington Bank Field           |
| 28 de diciembre             | 13:00                       | Jacksonville Jaguars |           | Indianapolis Colts    | Lucas Oil Stadium               |
| 28 de diciembre             | 13:00                       | Tampa Bay Buccaneers |           | Miami Dolphins        | Hard Rock Stadium               |
| 28 de diciembre             | 13:00                       | New England Patriots |           | New York Jets         | MetLife Stadium                 |
| 28 de diciembre             | 13:00                       | New Orleans Saints   |           | Tennessee Titans      | Nissan Stadium                  |
| 28 de diciembre             | 16:25                       | Philadelphia Eagles  |           | Buffalo Bills         | Highmark Stadium                |
| 28 de diciembre             | 20:20                       | Chicago Bears        |           | San Francisco 49ers   | Levi's Stadium                  |
| 29 de diciembre             | 20:15                       | Los Angeles Rams     |           | Atlanta Falcons       | Mercedes-Benz Stadium           |
| Fecha y horario por definir | Fecha y horario por definir | Seattle Seahawks     |           | Carolina Panthers     | Bank of America Stadium         |
| Fecha y horario por definir | Fecha y horario por definir | Arizona Cardinals    |           | Cincinnati Bengals    | Paycor Stadium                  |
| Fecha y horario por definir | Fecha y horario por definir | Baltimore Ravens     |           | Green Bay Packers     | Lambeau Field                   |
| Fecha y horario por definir | Fecha y horario por definir | New York Giants      |           | Las Vegas Raiders     | Allegiant Stadium               |
| Fecha y horario por definir | Fecha y horario por definir | Houston Texans       |           | Los Angeles Chargers  | SoFi Stadium                    |

| Semana 18                   | Semana 18                   | Semana 18             | Semana 18 | Semana 18            | Semana 18                  |
| Fecha                       | Hora                        | Visitante             | Resultado | Local                | Estadio                    |
| --------------------------- | --------------------------- | --------------------- | --------- | -------------------- | -------------------------- |
| Fecha y horario por definir | Fecha y horario por definir | New Orleans Saints    |           | Atlanta Falcons      | Mercedes-Benz Stadium      |
| Fecha y horario por definir | Fecha y horario por definir | New York Jets         |           | Buffalo Bills        | Highmark Stadium           |
| Fecha y horario por definir | Fecha y horario por definir | Detroit Lions         |           | Chicago Bears        | Soldier Field              |
| Fecha y horario por definir | Fecha y horario por definir | Cleveland Browns      |           | Cincinnati Bengals   | Paycor Stadium             |
| Fecha y horario por definir | Fecha y horario por definir | Los Angeles Chargers  |           | Denver Broncos       | Empower Field at Mile High |
| Fecha y horario por definir | Fecha y horario por definir | Indianapolis Colts    |           | Houston Texans       | NRG Stadium                |
| Fecha y horario por definir | Fecha y horario por definir | Tennessee Titans      |           | Jacksonville Jaguars | EverBank Stadium           |
| Fecha y horario por definir | Fecha y horario por definir | Kansas City Chiefs    |           | Las Vegas Raiders    | Allegiant Stadium          |
| Fecha y horario por definir | Fecha y horario por definir | Arizona Cardinals     |           | Los Angeles Rams     | SoFi Stadium               |
| Fecha y horario por definir | Fecha y horario por definir | Green Bay Packers     |           | Minnesota Vikings    | U.S. Bank Stadium          |
| Fecha y horario por definir | Fecha y horario por definir | Miami Dolphins        |           | New England Patriots | Gillette Stadium           |
| Fecha y horario por definir | Fecha y horario por definir | Dallas Cowboys        |           | New York Giants      | MetLife Stadium            |
| Fecha y horario por definir | Fecha y horario por definir | Washington Commanders |           | Philadelphia Eagles  | Lincoln Financial Field    |
| Fecha y horario por definir | Fecha y horario por definir | Baltimore Ravens      |           | Pittsburgh Steelers  | Acrisure Stadium           |
| Fecha y horario por definir | Fecha y horario por definir | Seattle Seahawks      |           | San Francisco 49ers  | Levi's Stadium             |
| Fecha y horario por definir | Fecha y horario por definir | Carolina Panthers     |           | Tampa Bay Buccaneers | Raymond James Stadium      |

## Clasificaciones

### Clasificación divisional
| AFC Este             | AFC Este | AFC Este | AFC Este | AFC Este | AFC Este | AFC Este | AFC Este | AFC Este |
| Equipo               | G        | P        | E        | CTE      | DIV      | CONF     | PF       | PC       |
| -------------------- | -------- | -------- | -------- | -------- | -------- | -------- | -------- | -------- |
| Buffalo Bills        | 0        | 0        | 0        | .000     | 0–0      | 0–0      | 0        | 0        |
| Miami Dolphins       | 0        | 0        | 0        | .000     | 0–0      | 0–0      | 0        | 0        |
| New England Patriots | 0        | 0        | 0        | .000     | 0–0      | 0–0      | 0        | 0        |
| New York Jets        | 0        | 0        | 0        | .000     | 0–0      | 0–0      | 0        | 0        |

| AFC Norte           | AFC Norte | AFC Norte | AFC Norte | AFC Norte | AFC Norte | AFC Norte | AFC Norte | AFC Norte |
| Equipo              | G         | P         | E         | CTE       | DIV       | CONF      | PF        | PC        |
| ------------------- | --------- | --------- | --------- | --------- | --------- | --------- | --------- | --------- |
| Baltimore Ravens    | 0         | 0         | 0         | .000      | 0–0       | 0–0       | 0         | 0         |
| Cincinnati Bengals  | 0         | 0         | 0         | .000      | 0–0       | 0–0       | 0         | 0         |
| Cleveland Browns    | 0         | 0         | 0         | .000      | 0–0       | 0–0       | 0         | 0         |
| Pittsburgh Steelers | 0         | 0         | 0         | .000      | 0–0       | 0–0       | 0         | 0         |

| AFC Sur              | AFC Sur | AFC Sur | AFC Sur | AFC Sur | AFC Sur | AFC Sur | AFC Sur | AFC Sur |
| Equipo               | G       | P       | E       | CTE     | DIV     | CONF    | PF      | PC      |
| -------------------- | ------- | ------- | ------- | ------- | ------- | ------- | ------- | ------- |
| Houston Texans       | 0       | 0       | 0       | .000    | 0–0     | 0–0     | 0       | 0       |
| Indianapolis Colts   | 0       | 0       | 0       | .000    | 0–0     | 0–0     | 0       | 0       |
| Jacksonville Jaguars | 0       | 0       | 0       | .000    | 0–0     | 0–0     | 0       | 0       |
| Tennessee Titans     | 0       | 0       | 0       | .000    | 0–0     | 0–0     | 0       | 0       |

| AFC Oeste            | AFC Oeste | AFC Oeste | AFC Oeste | AFC Oeste | AFC Oeste | AFC Oeste | AFC Oeste | AFC Oeste |
| Equipo               | G         | P         | E         | CTE       | DIV       | CONF      | PF        | PC        |
| -------------------- | --------- | --------- | --------- | --------- | --------- | --------- | --------- | --------- |
| Denver Broncos       | 0         | 0         | 0         | .000      | 0–0       | 0–0       | 0         | 0         |
| Kansas City Chiefs   | 0         | 0         | 0         | .000      | 0–0       | 0–0       | 0         | 0         |
| Las Vegas Raiders    | 0         | 0         | 0         | .000      | 0–0       | 0–0       | 0         | 0         |
| Los Angeles Chargers | 0         | 0         | 0         | .000      | 0–0       | 0–0       | 0         | 0         |

| NFC Este              | NFC Este | NFC Este | NFC Este | NFC Este | NFC Este | NFC Este | NFC Este | NFC Este |
| Equipo                | G        | P        | E        | CTE      | DIV      | CONF     | PF       | PC       |
| --------------------- | -------- | -------- | -------- | -------- | -------- | -------- | -------- | -------- |
| Dallas Cowboys        | 0        | 0        | 0        | .000     | 0–0      | 0–0      | 0        | 0        |
| New York Giants       | 0        | 0        | 0        | .000     | 0–0      | 0–0      | 0        | 0        |
| Philadelphia Eagles   | 0        | 0        | 0        | .000     | 0–0      | 0–0      | 0        | 0        |
| Washington Commanders | 0        | 0        | 0        | .000     | 0–0      | 0–0      | 0        | 0        |

| NFC Norte         | NFC Norte | NFC Norte | NFC Norte | NFC Norte | NFC Norte | NFC Norte | NFC Norte | NFC Norte |
| Equipo            | G         | P         | E         | CTE       | DIV       | CONF      | PF        | PC        |
| ----------------- | --------- | --------- | --------- | --------- | --------- | --------- | --------- | --------- |
| Chicago Bears     | 0         | 0         | 0         | .000      | 0–0       | 0–0       | 0         | 0         |
| Detroit Lions     | 0         | 0         | 0         | .000      | 0–0       | 0–0       | 0         | 0         |
| Green Bay Packers | 0         | 0         | 0         | .000      | 0–0       | 0–0       | 0         | 0         |
| Minnesota Vikings | 0         | 0         | 0         | .000      | 0–0       | 0–0       | 0         | 0         |

| NFC Sur              | NFC Sur | NFC Sur | NFC Sur | NFC Sur | NFC Sur | NFC Sur | NFC Sur | NFC Sur |
| Equipo               | G       | P       | E       | CTE     | DIV     | CONF    | PF      | PC      |
| -------------------- | ------- | ------- | ------- | ------- | ------- | ------- | ------- | ------- |
| Atlanta Falcons      | 0       | 0       | 0       | .000    | 0–0     | 0–0     | 0       | 0       |
| Carolina Panthers    | 0       | 0       | 0       | .000    | 0–0     | 0–0     | 0       | 0       |
| New Orleans Saints   | 0       | 0       | 0       | .000    | 0–0     | 0–0     | 0       | 0       |
| Tampa Bay Buccaneers | 0       | 0       | 0       | .000    | 0–0     | 0–0     | 0       | 0       |

| NFC Oeste           | NFC Oeste | NFC Oeste | NFC Oeste | NFC Oeste | NFC Oeste | NFC Oeste | NFC Oeste | NFC Oeste |
| Equipo              | G         | P         | E         | CTE       | DIV       | CONF      | PF        | PC        |
| ------------------- | --------- | --------- | --------- | --------- | --------- | --------- | --------- | --------- |
| Arizona Cardinals   | 0         | 0         | 0         | .000      | 0–0       | 0–0       | 0         | 0         |
| Los Angeles Rams    | 0         | 0         | 0         | .000      | 0–0       | 0–0       | 0         | 0         |
| San Francisco 49ers | 0         | 0         | 0         | .000      | 0–0       | 0–0       | 0         | 0         |
| Seattle Seahawks    | 0         | 0         | 0         | .000      | 0–0       | 0–0       | 0         | 0         |